# Johann Barnstorf
Johann Barnstorf (* 2009) ist ein deutscher Kinder- und Jugenddarsteller und Schauspieler.

## Leben
Johann Barnstorf stand im Alter von zehn Jahren erstmals für einen Werbespot vor der Kamera. Erste Schauspielerfahrung in einem abendfüllenden TV-Spielfilm sammelte er an der Seite von Oliver Mommsen und Hans Sigl in dem Mafiafilm Der Feind meines Feindes (Regie Marcus O. Rosenmüller). Im November/Dezember 2021 stand Barnstorf in Berlin und Umgebung in der Rolle des Luca Selchow für die ARD/WDR-Produktion Kalt (Arbeitstitel; Produzent Peter Hartwig, Regie Stephan Lacant) vor der Kamera.
Johann Barnstorf lebt in Braunschweig.

## Filmografie (Auswahl)
- 2022: Der Feind meines Feindes (Fernsehfilm)
- 2022: Kalt (Fernsehfilm)
- 2023: Polizeiruf 110: Ronny